# Существо в корзине 2
«Существо в корзине 2» — американский кинофильм 1990 года.

## Сюжет
Фильм «Существо в корзине — 2» является второй частью трилогии о братьях-близнецах, один из которых родился настолько деформированным, настолько страшным, что его даже нельзя показывать людям. Здоровый близнец, по имени Дуэйн Брэдли, вынужден, тайком от всех, носить своего кровожадного брата-урода Билайла в специальной корзине во время своих путешествий. В первой части трилогии братья попадают в затруднительную ситуацию, из которой они выбираются, выпрыгнув из окна гостиницы. Вторая часть трилогии начинается с того момента, когда их доставляют в больницу, где врачи неожиданно для себя обнаруживают существование деформированного уродца. Вскоре о его существовании становится известно также и средствам массовой информации, которые начинают безжалостно использовать его уродство в качестве сенсации. Журналисты превращают его дефект в публичную забаву.
Из телепередач, посвященных близнецам, об их существовании узнаёт также их родственница — тётушка Рут. Тётушка Рут и её дочь Сюзан помогают близнецам сбежать из больницы и дают им возможность скрыться в своём огромном поместье. Оказывается, что сердобольная тётушка Рут скрывает в своём поместье целую ораву уродцев, страшилищ и мутантов, которых отторгнуло от себя общество. Деформированные монстры, выродки и образины всевозможных форм и размеров чувствуют себя в безопасности в поместье тётушки Рут, вдали от унижения, дискриминации и общественного порицания. Но жадным до сенсаций средствам массовой информации каким-то образом удаётся разузнать о существовании этого убежища для нестандартных членов общества. И снова начинается погоня за сенсацией, всякого рода домогательства и травля отверженных обществом существ. Чтобы положить этому конец, Дуэйн Бредли, его брат, тётушка Рут и её подопечные вырабатывают коварный план возмездия тележурналистам.

## В ролях
- Кевин Ван Хентенрик
- Джуди Грейф[англ.]
- Энни Росс[англ.]
- Хизер Рэттрэй[англ.]
- Тед Сорель
- Чад Браун
- Беверли Боннер
- Леонард Джексон[англ.]
- Александра Одер
- Брайан Фицпатрик
- Гэйл Ван Котт